# Санта Доменика Талао
Санта Домѐника Тала̀о (на италиански: Santa Domenica Talao) е село и община в Южна Италия, провинция Козенца, регион Калабрия. Разположено е на 304 m надморска височина. Населението на общината е 1290 души (към 2010 г.).